# Епископ темишварски Максим
Максим (Михаил Мануиловић, Арад — Темишвар, 7. фебруар 1838) био је епископ Српске православне цркве на престолу вршачких и темишварских владика.

## Живот
Рођен је као Михаил Мануиловић у Араду.
По завршетку богословских наука био је парох и окружни протопрезвитер великоварадски. Течно је говорио латински, мађарски, немачки и румунски језик. Замонашен је 18. септембра 1819. године у манастиру Крушедолу од архимандрита Димитрија (Крестића) добивши име Максим.
Затим је до 1824. године архимандрит у манастиру Хопову. Изабран је по молби народа Арадске епархије за епископа 1824. године. Посвећен је за епископа вршачког 21. јануара 1829. године. Темишварски адвокат Георгије Милутиновић посветио му је поздравну оду, објавивши је исте године на латинском језику у Темишвару. Као епископ вршачки унапредио је 1830. године богословију у Вршцу. Из Вршца је премештен у Темишвар 18. децембра 1833. године, да буде владика темишварски.
Умро је као владика 7. фебруара 1838. године у Темишвару и сахрањен у Световазнесенском храму у Темишвару.